# 亞澤科納克
亞澤科納克（土耳其語：Yazıkonak，以前也叫做：Vertetil，意思是“玫瑰園”）是土耳其的城鎮，位於該國東部，由埃拉澤省負責管轄，距離首府埃拉澤10公里，主要經濟活動有農業、畜牧業和輕工業，2011年人口8,685。